# 斯科哈里 (紐約州村)
斯科哈里（英語：Schoharie）是位於美國紐約州斯科哈里縣的村。

## 人口
根據2020年美國人口普查的數據，斯科哈里的面積為4.30平方千米，皆為陸地。當地共有人口916人，而人口密度為每平方千米213人。